# Světlana Glaserová
Světlana Glaserová (Prága, 1956. március 24. –) cseh író, forgatókönyvíró, animátor és illusztrátor.

## Pályafutása
Prágában született, Václav Klička író gyermeke. Az általános iskola elvégzése után a prágai Iparművészeti Középiskolában tanult animációs film szakon, amelyet 1976-ban végzett el.
1977 és 1978 között animátorként dolgozott a Cseh Televízióban. Festett ékszereivel több évig részt vett a prágai Fiatal Művészek Szalonjában. 1989 után a férjével, Bedřich Glaserrel közös projektekben működött együtt, és több forgatókönyvet írt rövid animációs filmekhez, amelyeket ő és férje készített a Cseh Köztársaság Kulturális Minisztériuma Cseh Operatőr Alapjának támogatásával. Forgatókönyvíróként 2000-ben döntőbe került a „Chance” játékfilm forgatókönyvével a Robert Redford Alapítvány Sundance Intézete által meghirdetett versenyen.
2009 óta a közös védelmi szövetség elnökeként intenzíven részt vesz a különféle szervezetek tisztességtelen kereskedelmi gyakorlata elleni küzdelemben és az áldozatok segítésében. Ezzel a kérdéssel foglalkozik első könyvében is.

### Magánélete
1977 óta házas, férje Bedřich Glaser, festő, rendező és animátor. Négy gyermekük született: Magdalena (1978), Karolina (1979), Michael (1990), Martin (1992).

## Művei
- Kdopak by se šmejdů bál? (2015)
- Rusanda na větvi (2016)
- Trosečník sibiřský (2018)
- Osiánův cestovní kotlík (2020)

## Fordítás
- Ez a szócikk részben vagy egészben  a   Světlana Glaserová című cseh Wikipédia-szócikk ezen változatának fordításán alapul.  Az eredeti cikk szerkesztőit annak laptörténete sorolja fel. Ez a jelzés csupán a megfogalmazás eredetét és a szerzői jogokat jelzi, nem szolgál a cikkben szereplő információk forrásmegjelöléseként.